# Villeperdrix
Villeperdrix település Franciaországban, Drôme megyében. Lakosainak száma 102 fő (2022. január 1.). Villeperdrix Arnayon, Chaudebonne, Cornillon-sur-l’Oule, Eyroles, Sahune, Saint-Ferréol-Trente-Pas és Saint-May községekkel határos.

## Népesség
A település népessége az elmúlt években az alábbi módon változott:
| Lakosok száma | 93   | 81   | 93   | 106  | 108  | 116  | 118  | 107  | 101  | 102  |
|               | 1968 | 1982 | 1990 | 2006 | 2013 | 2015 | 2017 | 2019 | 2020 | 2022 |